# CE-Kennzeichnung

CE-Zeichen

Mit der CE-Kennzeichnung erklärt der Hersteller, Inverkehrbringer oder EU-Bevollmächtigte gemäß Verordnung (EG) Nr. 765/2008, „dass das Produkt den geltenden Anforderungen genügt, die in den Harmonisierungsrechtsvorschriften der Gemeinschaft über ihre Anbringung festgelegt sind.“ (Art. 2 Nr. 20) und „dass er die Verantwortung für die Konformität des Produkts mit allen in den einschlägigen Harmonisierungsrechtsvorschriften der Gemeinschaft enthaltenen für deren Anbringung geltenden Anforderungen übernimmt.“ (Art. 30 Abs. 3).
Der Hersteller erstellt eine EU-Konformitätserklärung, in welcher die EU-Richtlinien aufgeführt sind, die für das Produkt gelten, und bringt die CE-Kennzeichnung an.
Die CE-Kennzeichnung ist daher kein Qualitätssiegel, Gütesiegel oder Sicherheitszeichen, sondern eine Kennzeichnung, die nur durch den Hersteller oder seinen Bevollmächtigten aufzubringen ist (Art. 30 Abs. 1) und mittels der er zum Ausdruck bringt, dass das von ihm vertriebene Produkt den Anforderungen entspricht. Es ist ein Markteintritts- und Freiverkehrszeichen, das sich ausschließlich an die Aufsichtsbehörden wendet. Es besagt, dass der Hersteller ausdrücklich erklärt, dass er alle relevanten EU-Richtlinien mit dem in Verkehr gebrachten Produkt einhält.
Nach der CE-Kennzeichnung steht die Kennnummer der notifizierten Stelle, falls diese Stelle in der Phase der Fertigungskontrolle tätig war.

## Bezeichnung und Bedeutung von „CE“
Die ursprüngliche Ausbuchstabierung des Akronyms CE ist nicht eindeutig und in den amtlichen Verordnungen nicht festgelegt. Laut dem zuständigen Normierungsinstitut CENELEC steht es heute für französisch Conformité Européenne ‚Europäische Konformität‘. CE war jedoch zum Zeitpunkt der Einführung auch die übliche Abkürzung für die Europäische Gemeinschaft in vier der damals neun Amtssprachen, und das Zeichen wurde in deutschen Amtsdokumenten dieser Zeit in der Regel noch „EG-Zeichen“ genannt, weswegen es seinen Ursprung auch hierin haben kann. Bis 1993 wurde die CE-Kennzeichnung noch „CE-Zeichen“ genannt; die offizielle deutschsprachige Bezeichnung lautet seitdem „CE-Kennzeichnung“. Diese Bezeichnung wurde für alle bereits verabschiedeten Harmonisierungsrichtlinien eingeführt durch die Richtlinie 93/68/EWG des Rates vom 22. Juli 1993 zur Änderung der Richtlinien.
Für den Bereich der Medizinprodukte lautete die korrekte Bezeichnung von Anfang an „CE-Kennzeichnung“ (s. Art. 17 und Anhang XII der Richtlinie 93/42/EWG).
Aufgrund der offiziellen Sprachregelung der Europäischen Kommission, Generaldirektion Unternehmen und Industrie (Regulierungspolitik) ist die stilisierte Buchstabenkombination seit 1994 ein grafisches Symbol.
Laut Auskunft der Europäischen Kommission hat das Bildzeichen „CE“ heute keine buchstäbliche Bedeutung mehr, sondern ist ein Symbol der Freiverkehrsfähigkeit in der EU.

## Entwicklung und Funktion
Durch die Anbringung der CE-Kennzeichnung bestätigt der Hersteller bzw. Inverkehrbringer, dass das Produkt den produktspezifisch geltenden europäischen Richtlinien (seit 1. Dezember 2009, mit dem Inkrafttreten des Vertrags von Lissabon: EU-Richtlinien) entspricht. Das CE-Kennzeichen allein lässt keine Rückschlüsse zu, ob das Produkt durch unabhängige Stellen auf die Einhaltung der Richtlinien überprüft wurde. Ist jedoch nach dem CE-Kennzeichen eine vierstellige Kennnummer (Identifikationsnummer) angebracht, weist dies auf die Einbindung einer Benannten Stelle hin.
Die CE-Kennzeichnung wurde vorrangig für den freien Warenverkehr geschaffen, und um dem Endverbraucher sichere Produkte innerhalb des 30 Vertragsstaaten umfassenden Europäischen Wirtschaftsraums einschließlich der Europäischen Gemeinschaft (EG), heute: Europäische Union (EU), zu gewährleisten. Die CE-Kennzeichnung wird häufig als „Reisepass“ für den europäischen Binnenmarkt bezeichnet.
EU-Richtlinien gemäß Art. 288 Absatz 3 AEUV (sog. Binnenmarkt- bzw. Harmonisierungsrichtlinien) legen für zahlreiche Produkte Sicherheits- und Gesundheitsanforderungen als Mindestanforderungen fest, die nicht unterschritten werden dürfen. Ein Produkt darf erst dann erstmals in den Verkehr gebracht und erstmals in den Betrieb genommen werden, wenn es den grundlegenden Anforderungen sämtlicher anwendbarer EU-Richtlinien entspricht, und wenn zum Nachweis der Gesetzeskonformität ein Konformitätsbewertungsverfahren nach den Verfahren in Anhang II des Beschluss Nr. 768/2008/EG des Europäischen Parlaments und des Rates vom 9. Juli 2008 über einen gemeinsamen Rechtsrahmen für die Vermarktung von Produkten und zur Aufhebung des Beschlusses 93/465/EWG des Rates (ABl. L 218/82) durchgeführt worden ist.
Im Rahmen des neuen Konzepts für die Produktkonformität und des Gesamtkonzepts für die Konformitätsbewertung wurden Regulative geschaffen, welche der technischen Harmonisierung innerhalb des EU-Binnenmarktes dienen sollen.
Alle Rechtsvorschriften, die die CE-Kennzeichnung betreffen, sind im Rahmen des New Legislative Framework (Ergänzung und Konkretisierung des „Neuen Konzepts“) in der Verordnung (EG) Nr. 765/2008 und im Beschluss Nr. 768/2008/EG, beide vom 9. Juli 2008, neu geregelt worden:
EG-Verordnung Nr. 765/2008
- Erwägungsgründe 37 und 38 (CE-Kennzeichnung als 'einzige' Konformitätskennzeichnung),
- Kapitel IV (= Artikel 30: „Allgemeine Grundsätze – Vorschriften und Bedingungen für die Anbringung der CE-Kennzeichnung“),
- Anhang II („CE-Kennzeichnung“ – Schriftbild)

und
EG-Beschluss Nr. 768/2008
- Artikel R 11: „Allgemeine Grundsätze der CE-Kennzeichnung“ unter Verweis auf Artikel 30 der EG-Verordnung Nr. 765/2008 und
- Artikel R 12: „Vorschriften für die Anbringung der CE-Kennzeichnung“.

Artikel R 12 Absatz 4 lautet (inhaltsgleich mit Artikel 30 Absatz 6 der Verordnung (EG) Nr. 765/2008):

„Die EU-Mitgliedstaaten bauen auf bestehenden Mechanismen auf, um eine ordnungsgemäße Durchführung des Systems der CE-Kennzeichnung zu gewährleisten und leiten im Falle missbräuchlicher Verwendung angemessene Schritte ein. Die Mitgliedstaaten führen auch Sanktionen für Verstöße ein, die bei schweren Verstößen strafrechtlicher Natur sein können.“

Damit ist erstmals seit der Einführung der CE-Kennzeichnung ihr Missbrauch durch grafisch oder inhaltlich verwechslungsfähige Zeichen sanktioniert bzw. unter Strafe gestellt – vgl. § 9 Absatz 1 Satz 2 Medizinproduktegesetz – MPG:

„Alle sonstigen Zeichen dürfen auf dem Medizinprodukt, der Verpackung oder der Gebrauchsanweisung des Medizinproduktes angebracht werden, sofern sie nicht die Sichtbarkeit, Lesbarkeit und Bedeutung der CE-Kennzeichnung beeinträchtigen.“

Mit der CE-Kennzeichnung zeigt der Hersteller die Konformität des Produktes mit den je nach zutreffender Harmonisierungsrichtlinie zu erfüllenden „Grundlegenden Anforderungen“ an. Verantwortlich für diese Kennzeichnung ist in der Regel der Hersteller des Produkts. Nachrangig gehen die Verpflichtungen an dessen Beauftragten in der EU, letztlich an den Inverkehrbringer über.

### Rechtliche Besonderheiten für Medizinprodukte
Anders als andere Industrieerzeugnisse müssen Medizinprodukte nach den „Grundlegenden Anforderungen“ der Richtlinie 93/42/EWG (Anhang I) und Richtlinie 90/385/EWG (Anhang 1) nicht nur sicher, sondern auch im Rahmen der vom Hersteller vorgegebenen Zweckbestimmung medizinisch-technisch leistungsfähig sein.
§ 19 des Medizinproduktegesetzes (MPG) fordert als Voraussetzung des Marktzugangs/der Verkehrsfähigkeit von Medizinprodukten den Nachweis ihrer Eignung zu dem laut ihrer Zweckbestimmung vorhergesehenen medizinischen Gebrauch. Dieser Nachweis umfasst also die „Nützlichkeit des Produkts für den Patienten bei fachgerechter Auswahl und Anwendung des Produkts im Rahmen seiner medizinischen Indikation“. Diese Tatsache wird gelegentlich von Medienvertretern ignoriert.
Die gesetzlichen Voraussetzungen werden in der Regel im Rahmen eines zertifizierten Qualitätsmanagementsystems nach EN ISO 13485, Titel: Medizinprodukte – Qualitätsmanagementsysteme – Anforderungen für regulatorische Zwecke (DIN EN ISO 13485:2012), nachgewiesen. Die EN ISO 13485 ist die sektorale harmonisierte Nachfolgenorm der Normen ISO 9001, identisch mit EN 29001 (im „Modulbeschluss“ 1993 referenziert) und der alten EN 46001. Ihre Beachtung nebst Erfüllung der gesetzlichen Grundlegenden Anforderungen führt zur Konformitätsvermutung.
Soweit externe Benannte Stellen in die Konformitätsbewertung von Medizinprodukten eingebunden sind, gelten die von diesen ausgestellten Konformitätsbescheinigungen (Zertifikate) maximal fünf Jahre, danach erfolgt ein neues Zertifizierungsaudit, das den jeweiligen Stand der Technik zum Maßstab setzt. Zusätzlich erfolgen sechsmonatliche bis jährliche Wiederholungsaudits des Qualitätsmanagementsystems durch die Benannte Stelle. Anders verhält es sich z. B. in den USA, wo ein einmal zugelassenes Medizinprodukt durch die Food and Drug Administration (FDA) kein zweites Mal angesehen und geprüft wird.
Die in den EU-Richtlinien gesetzlich bestimmten „Grundlegenden Anforderungen“, z. B. an die Sterilität und die biologische Sicherheit von Medizinprodukten, werden in europäisch harmonisierten Normen, die die EU-Kommission in Auftrag gegeben (mandatiert) hat und überprüft, detailliert beschrieben. Alle harmonisierten Normen werden im Amtsblatt der Europäischen Union bekannt gemacht und spätestens alle fünf Jahre revidiert und dem jeweils neuen Stand der Technik angepasst.

### Rechtliche Besonderheiten für Bauprodukte
Entsprechend dem europarechtlichen Marktbehinderungsverbot ist es nach einem EuGH-Beschluss ab Mitte Oktober 2016 nicht mehr möglich, an Bauprodukte mit CE-Kennzeichnung ergänzende Anforderungen zu stellen.

### Entstehen und Überprüfen von EU-/EG-Verordnungen/Richtlinien zur CE-Kennzeichnung
EU-/EG-Verordnungen/Richtlinien sind politische Dokumente. Sie zielten vor allem darauf ab, gemeinsame allgemeine (d. h. sowohl für reglementierte als auch für nicht reglementierte Bereiche geltende) Instrumente zu entwickeln. Der 2008 verabschiedete neue Rechtsrahmen zielt darauf ab, den Binnenmarkt für Waren, für das Inverkehrbringen, die Marktüberwachung sowie die Qualität der Konformitätsbewertungen zu verbessern. Seit der Verabschiedung des neuen Rechtsrahmens im Jahr 2008 haben sich Industrie und Produkte radikal verändert, insbesondere aufgrund des fortschreitenden digitalen und ökologischen Wandels und des Technischen Fortschritts. Wird eine Produktgruppe oder Dienstleistungsgruppe erkannt, die in den verschiedenen EU-Staaten unterschiedlich geregelt wird, so erwägt das Europaparlament eine Verordnung/Richtlinie zur Harmonisierung.

#### Wer darf EU-/EG-Verordnungen/Richtlinien vorschlagen
Grundsätzlich hat nur die Europäische Kommission das Recht, Gesetzentwürfe vorzulegen. Allerdings können das Europäische Parlament, der Rat der EU und der Europäische Rat die Kommission auffordern, tätig zu werden. Auch Bürgerinnen und Bürger der EU: Mit einer Europäischen Bürgerinitiative können eine Million Wählerinnen und Wähler sie auffordern, sich eines bestimmten Themas anzunehmen. Dies wird durch Petitionen erreicht. In einem ordentlichen Gesetzgebungsverfahren müssen das EU-Parlanment und der Rat der EU einem Gesetzesentwurf zustimmen. Ministerrat und Europäisches Parlament beraten sich mit dem Ausschuss der Regionen (lokal und regional gewählte Vertreter aller 27 Mitgliedsländer) und dem Wirtschafts- und Sozialausschuss (350 Mitglieder aus den 27 EU-Mitgliedstaaten). Nach einer Ersten Lesung mit den zuständigen Fachausschüssen wird der Bedarf ermittelt. Verlangt das Parlament eine Änderung, kommt es zu einer Zweiten Lesung. Im Plenum des Europäischen Parlaments wird der Gesetzesvorschlag mit dem Standpunkt des Rates beraten. Wird man sich hier nicht einig, kommt der Entwurf des Gesetzesvorschlages in die Vermittlung. Einigt sich der Vermittlungsausschuss auf den Entwurf wird dieser dem Rat und dem EP mit der Bitte um Zustimmung zugeleitet. Wenn beide innerhalb von sechs Wochen ihre Zustimmung geben, ist das Gesetz angenommen. Andernfalls ist es gescheitert.

#### Überprüfen von EU-/EG-Verordnungen/Richtlinien
In jeder Verordnung/Richtlinie wird eine Zeitspanne festgelegt, innerhalb derer die Verordnung/Richtlinie evaluiert wird. Neben der Evaluierung können auch Gerichtsbeschlüssen des EuGH zu einer Änderung der Verordnung/Richtlinie führen.
Das ist z. B. bei der Richtlinie 98/106/EG für Bauprodukte geschehen. Diese ist durch die Verordnung (EU) Nr. 305/2011 ersetzt worden. Hier zeigt sich auch, das die Regulierung durch eine Richtlinie, nach Evaluierung, zu einer Verordnung wechseln kann. In der ursprünglichen Richtlinie war es den Mitgliedsstaaten überlassen die Richtlinie in eigene Rechts- und Verwaltungsvorschriften zu übernehmen. Nach dem Urteil des EuGH hat das Europäische Parlaments und der Rat mit einem Vorschlag reagiert. Der Vorschlag wurde 2008 von Günther Verheugen eingebracht und ist 2011 mit der neuen Verordnung wirksam geworden.

### Umsetzung der Verordnungen/Richtlinien in den einzelnen EU-Staaten
Verordnungen sind in den EU-Mitgliedsstaaten direkt umzusetzen. Richtlinien sind, nach einer Übergangszeit, in die bestehenden nationalen Gesetze zu integrieren und/oder durch neue einzelstaatliche Gesetzgebungsverfahren umzusetzen. In Deutschland geschieht das unter anderem durch Produktsicherheitsverordnungen zum Produktsicherheitsgesetz.
So wird z. B. die Richtlinie 2009/48/EG des Europäischen Parlaments und des Rates vom 18. Juni 2009 über die Sicherheit von Spielzeug in Deutschland durch die Erste Verordnung zur Änderung der Verordnung über die Sicherheit von Spielzeug (1. GPSGV2ÄndV)  und die Zweite Verordnung zum Produktsicherheitsgesetz (Verordnung über die Sicherheit von Spielzeug)  umgesetzt.
In Österreich wird die gleiche EU-Richtlinie durch eine Spielzeugkennzeichnungsverordnung umgesetzt.
In Frankreich erfolgt die Umsetzung durch ein Dekret Décret no 2010-166 du 22 février 2010 relatif à la sécurité des jouets und eine Verordnung Arrêté du 24 février 2010 fixant les modalités d’application du décret no 2010-166 du 22 février 2010 relatif à la sécurité des jouets.
In den Niederlanden ist die Umsetzung durch einen Beschluss Besluit van 21 januari 2011, houdende vaststelling van het Warenwetbesluit speelgoed 2011 erfolgt.
Die Umsetzung jeweiliger Verordnungen/Richtlinien kann auf EUR-Lex auf der Seite der Verordnung/Richtlinie unter dem Punkt „Nationale Umsetzung“ für jeden Mitgliedsstaat nachvollzogen werden. Dies ist wichtig für Hersteller und Verträge, da in verschiedenen Mitgliedstaaten außerhalb der EU-Harmonisierung verschiedene gesetzliche Vorgaben und/oder Kennzeichnungen gelten können. In Deutschland darf z. B. neben der CE-Kennzeichnung auch die GS-Kennzeichnung angebracht werden.

### Gültigkeit von EU-/EG-Verordnungen/Richtlinien
EU-/EG-Verordnungen/Richtlinien haben eine Gültigkeit von einem bestimmten Datum an und werden entweder aufgehoben oder geändert. Entgegen der allgemeinen Meinung fallen aufgehobene Verordnungen/Richtlinien nicht weg. Zum Zeitpunkt ihrer Gültigkeit wurden Produkte Inverkehr gebracht. Für diese Produkte sind die aufgehobenen Verordnungen/Richtlinien noch gültig. Gleiches gilt für geänderte Verordnungen/Richtlinien. Diese Produkte unterliegen dem Bestandsschutz.

### EU-/EG-Verordnungen/Richtlinien zur CE-Kennzeichnung und Normen
Um die Rechtsvorschriften nicht mit einer Fülle fachlicher Details zu belasten und um den unbestimmten Begriff der Technikklausel zu spezifizieren, je nach Fachgebiet und Gefährdung, greift die EU-Kommission auf Harmonisierte Normen zurück. Dazu wurde am 14. November 2012 die Verordnung (EU) Nr. 1025/2012 (Normungsverordnung) zur europäischen Normung im Amtsblatt der Europäischen Union veröffentlicht. Für Referenzlisten der harmonisierten Normen und den Bereich, für die sie zutreffen, hat die EU eine Webseite errichtet.
Die James-Elliott-Entscheidung sowie die Malamud-Entscheidung haben dazu geführt, dass Normen, auf welche Rechtsakte der EU verweisen, kostenfrei öffentlich zugänglich sein müssen. Hierzu muss der Interessierte bei der für sein Land zuständigen Normungsorganisation den Zugriff auf diese harmonisierten Normen online beantragen. Normen der internationalen Normungsorganisationen ISO und IEC, die das Europäische Unionsrecht betreffen, können auch nach Beantragung eingesehen werden.
In den Verordnungen/Richtlinien wird meist der komplette Produktlebenszyklus geregelt. Hierzu sollten die Hersteller die entsprechenden Normen, auch wenn sie nicht harmonisiert sind, nutzen. So ist z. B. in der EN 61355 die Klassifikation und Kennzeichnung von Dokumenten für Anlagen, Systeme und Einrichtungen geregelt. Diese erleichtert die Datendurchgängigkeit innerhalb des Produktionsprozesses und den Austausch von Dokumenten mit Zulieferern. Auch die Technische Dokumentation und die geforderten Gebrauchsanleitungen unterliegen teilweise nationalen oder internationalen Normen.

## EU-/EG-Verordnungen/Richtlinien

### Verordnungen/Richtlinien
Die Verordnungen selbst sind gekennzeichnet mit dem Wort „Verordnung“, dem Jahr, einer laufenden Nummer sowie einer Abkürzung (EU, EG oder EWG). Verordnungen aus der Zeit der Europäischen Wirtschaftsgemeinschaft (EWG) erhalten deren Abkürzung sowie eine zweistellige Jahreszahl. Gleiches gilt für Richtlinien, delegierte Verordnungen und Durchführungsverordnungen.

### Aufbau der Verordnungen/Richtlinien
EU-Verordnungen und EU-Richtlinien sind, um amtliche Vorgaben zu entsprechen, nach dem gleichen Schema aufgebaut.

#### Präambel
Die Präambel beginnt mit in Versalien geschriebenen DAS EUROPÄISCHE PARLAMENT UND DER RAT DER EUROPÄISCHEN UNION. In der Präambel sind die Überlegungen des europäischen Parlamentes und des Rates zur Änderung der jeweiligen Richtlinie oder Verordnung aufgelistet. Hier sind Stellungnahmen von Verbänden oder Ausschüssen aller Wirtschaftsakteure, die nach dem Neuen Konzept befragt werden, in ihrer Beschlusslage genannt. Auch die weitere Vorgehensweise im ordentlichen Gesetzgebungsverfahren ist, mit entsprechenden Verweisen, erwähnt.
Die Präambel endet, ebenfalls wieder in Versalien, mit: HABEN FOLGENDE VERORDNUNG/RICHTLINIE ERLASSEN:
Nach der Präambel folgt der

#### Verfügende Teil der Verordnung/Richtlinie
Je nach behandelten Bereich der Verordnung/Richtlinie hat der verfügende Teil in Kapiteln aufgeteilte Themenbereiche. Die Kapitel sind mit römischen Ziffern nummeriert.
Im Allgemeinen behandelt das Erste Kapitel (Kapitel I) den Allgemeinen Bereich. Hier sind Gegenstand und Anwendungsbereich, für die die Verordnung/Richtlinie gilt, eingegrenzt. Begriffsbestimmungen und Regeln für das Bereitstellen auf dem Markt und dem freien Warenverkehr sind genannt. Es folgen weitere Kapitel mit den Pflichten der Wirtschaftakteure, den Regeln zu Konformitätserklärung, Kennzeichnungs- und Informationsanforderungen, Notifizierung von Konformitätsbewertungsstellen, Überwachung durch Behörden und Kontrollmöglichkeiten.
Der verfügende Teil der Verordnung/Richtlinie endet mit dem letzten Kapitel, dieses heißt Schlussbestimmungen. Hier sind Sanktionen, Überprüfungen (bis wann die Wirksamkeit der Verordnung/Richtlinie geprüft wird), Aufhebungen und Übergangsbestimmungen beschrieben.

#### Schluss
Am Schluss des verfügenden Teils steht bei Verordnungen: Diese Verordnung ist in allen ihren Teilen verbindlich und gilt unmittelbar in jedem Mitgliedstaat. „Geschehen zu Straßburg am Datum.“
Bei Richtlinien steht hier: „Diese Richtlinie ist an die Mitgliedstaaten gerichtet. Geschehen zu Straßburg am Datum.“

#### Verweise
Zwischen dem Schluss und den Anhängen sind die Verweise aus der Präambel gelistet. Meist ist dies ein Verweis auf die Umsetzung im Amtsblatt der EU.

#### Anhänge
Die Anhänge sind für Hersteller oder Inverkehrbringer, das können Importeure oder Händler sein, der wichtigste Teil. Hier werden verschiedene, je nach Verordnung/Richtlinie, Aspekte behandelt. Das können z. B. Harmonisierungsvorschriften, Anforderungen an das Produkt, Maßnahmen zur EU-Konformitätserklärung und weitere sein. Auch das Aussehen von zusätzlichen Kennzeichnungen neben der CE-Kennzeichnung, wie die PI-Kennzeichnung bei ortsbeweglichen Druckgeräten oder die Klassen-Identifizierungskennzeichen bei Drohnen.

## Wichtige Merkmale der CE-Kennzeichnung
Anforderungen zum Konformitätsbewertungsverfahren finden sich in EU-Verordnungen und EU-Richtlinien. Den Verordnungen und Richtlinien ist gemein, dass ihre Anforderungen auf einem modularen Konformitätsbewertungsverfahren ausgelegt sind. Das basiert auf dem Europäischen Beschluss Nr. 768/2008/EG. Wirtschaftsakteure, die ein Produkt Inverkehr bringen, müssen nur die Module der Konformitätsbewertung erfüllen, die auf die zu prüfenden Produkte bzw. Lieferantenerzeugnisse zutreffen. Das setzt allerdings voraus, dass zunächst ermittelt wird, welche Bausteine des modularen Konformitätsbewertungsverfahrens auf die Produkte bzw. Lieferantenerzeugnisse zutreffen. Diese finden sich in den jeweiligen EU-Richtlinien und Verordnungen zur CE-Kennzeichnung wieder, zugeschnitten auf den jeweiligen Anwendungsbereich. Sie werden in acht Modulen beschrieben. Diese sind:
- Modul A: Interne Fertigungskontrolle
- Modul B: EU-Baumusterprüfung
- Modul C: Konformität der Bauart
- Modul D: QS-System Produktion
- Modul E: QS-System Produkt
- Modul F: Prüfung der Produkte
- Modul G: Einzelprüfung
- Modul H: Umfassendes QS-System

Wenn ein Hersteller ein Produkt mit der CE-Kennzeichnung versieht, bedeutet dies, dass der Hersteller bestätigt, dass es die „grundlegenden Gesundheits- und Sicherheitsanforderungen“ aller für dieses Produkt geltenden Richtlinien und Verordnungen erfüllt. Das Produkt muss einem oder mehreren Modulen des Konformitätsbewertungsverfahrens entsprechen, je nachdem was in der zutreffenden Verordnung/Richtlinie für dieses Produkt festgelegt wurde.
Für eine Maschine gilt beispielsweise in der Regel die Maschinenrichtlinie, oft aber auch:
- - Richtlinie 2014/35/EU (Niederspannungsrichtlinie)[26]
  - Richtlinie 2014/30/EU über die elektromagnetische Verträglichkeit[27]
  - manchmal auch andere Richtlinien oder Verordnungen, z. B. ATEX[28]
  - und teilweise andere gesetzliche Anforderungen, z. B. für Lebensmittelkontaktmaterialien[29]
  - eventuell muss auch geprüft werden, ob die Maschine unter die Verordnung (EU) 2021/821 (Dual-Use) betreffend Güter mit doppeltem Verwendungszweck fällt
- Produkte, die aufgrund ihrer Art oder Beschaffenheit in das Anwendungsgebiet einer oder mehrerer EU-Richtlinien fallen, müssen mit der CE-Kennzeichnung versehen werden, bevor sie erstmals in den Verkehr gebracht oder in Betrieb genommen werden. Es sind alle anzuwendenden Richtlinien zu berücksichtigen.
- Die CE-Kennzeichnung darf nicht angebracht werden, wenn das Produkt nicht der Kennzeichnungspflicht unterliegt.[30][31][32]
- Hersteller eines technischen Produktes prüfen in eigener Verantwortung, welche EU-Richtlinien sie bei der Produktion anwenden müssen (Durchführung einer Konformitätsbewertung).
- Das Produkt darf nur in den Verkehr gebracht und in Betrieb genommen werden, wenn es den Bestimmungen sämtlicher zum aktuellen Zeitpunkt anwendbaren Richtlinien entspricht und sofern die Konformitätsbewertung gemäß allen anwendbaren Richtlinien durchgeführt worden ist.
- Der Hersteller erstellt eine EU-Konformitätserklärung und bringt die CE-Kennzeichnung an dem Produkt an.
- Falls gefordert, ist für die Konformitätsbewertung eine Benannte Stelle einzuschalten.
- Das Anbringen von Kennzeichnungen, Zeichen oder Aufschriften, deren Bedeutung oder Gestalt von Dritten mit der Bedeutung oder Gestalt der CE-Kennzeichnung verwechselt werden kann, ist untersagt.[33]
- Die CE-Kennzeichnung bestätigt die vollständige Einhaltung der „Grundlegenden (Sicherheits-)Anforderungen“, die in EU-Richtlinien konkret festgelegt sind.
- Ausnahmen von dieser Regelung bestehen nur, wenn spezielle Richtlinien anderslautende Bestimmungen vorsehen.
- Einen wichtigen Teil innerhalb des Konformitätsbewertungsverfahrens stellt die Risikobeurteilung dar. Diese wird aktuell nach der harmonisierten Europäischen Norm EN ISO 12100:2010 durchgeführt. Hierbei handelt es sich um eine Sicherheits-Grundnorm (A-Norm). Alternativ zu diesem allgemeinen Verfahren besteht im Falle des Vorhandenseins einer speziellen Produktnorm (C-Norm) für spezielle Maschinentypen (z. B. Pressenbau, …) die Möglichkeit, die Risikobeurteilung nach der C-Norm durchzuführen.

### Verpflichtungen der Wirtschaftsakteure
Für die Vermarktung von Produkten gelten u. a. die Vorschriften aus dem Beschluss Nr. 768/2008/EG des Europäischen Parlaments und des Rates, in der Pflichten der Wirtschaftsakteure genannt und die verwendeten Begriffe bestimmt werden. Hierzu zählen (Kapitel R2, Artikel R1):
- „Bereitstellung auf dem Markt“: jede entgeltliche oder unentgeltliche Abgabe eines Produkts zum Vertrieb, Verbrauch oder zur Verwendung auf dem Gemeinschaftsmarkt im Rahmen einer Geschäftstätigkeit
- „Inverkehrbringen“: die erstmalige Bereitstellung eines Produkts auf dem Gemeinschaftsmarkt
- „Hersteller“: jede natürliche oder juristische Person, die ein Produkt herstellt bzw. entwickeln oder herstellen lässt und dieses Produkt unter ihrem eigenen Namen oder ihrer eigenen Marke vermarktet
- „Einführer“: jede in der Gemeinschaft ansässige natürliche oder juristische Person, die ein Produkt aus einem Drittstaat auf dem Gemeinschaftsmarkt in Verkehr bringt
- „Händler“: jede natürliche oder juristische Person in der Lieferkette, die ein Produkt auf dem Markt bereitstellt, mit Ausnahme des Herstellers oder des Einführers

Für die einzelnen Akteure ergeben sich unterschiedliche Pflichten (Kapitel R2, Artikel R2, R4 und R5), wie etwa:
- Die Hersteller erstellen die erforderlichen technischen Unterlagen und führen das anzuwendende Konformitätsbewertungsverfahren durch oder lassen es durchführen.
- Die Hersteller gewährleisten, dass ihre Produkte eine Typen-, Chargen- oder Seriennummer oder ein anderes Kennzeichen zu ihrer Identifikation tragen, oder, falls dies aufgrund der Größe oder Art des Produkts nicht möglich ist, dass die erforderlichen Informationen auf der Verpackung oder in den dem Produkt beigefügten Unterlagen angegeben werden.
- Die Hersteller geben ihren Namen, ihren eingetragenen Handelsnamen oder ihre eingetragene Handelsmarke und ihre Kontaktanschrift entweder auf dem Produkt selbst oder, wenn dies nicht möglich ist, auf der Verpackung oder in den dem Produkt beigefügten Unterlagen an. In der Anschrift muss eine zentrale Stelle angegeben sein, unter der der Hersteller kontaktiert werden kann.
- Die Hersteller gewährleisten, dass dem Produkt die Gebrauchsanleitung und die Sicherheitsinformationen beigefügt sind, die in einer Sprache, die von den Verbrauchern und sonstigen Endbenutzern leicht verstanden werden kann, gemäß der Entscheidung des betreffenden Mitgliedstaats zur Verfügung gestellt wird.
- Einführer bringen nur konforme Produkte in der Gemeinschaft in Verkehr.
- Die Einführer geben ihren Namen, ihren eingetragenen Handelsnamen oder ihre eingetragene Handelsmarke und ihre Kontaktanschrift auf dem Produkt selbst oder, wenn dies nicht möglich ist, auf der Verpackung oder in den dem Produkt beigefügten Unterlagen an.
- Die Einführer gewährleisten, dass dem Produkt die Gebrauchsanleitung und die Sicherheitsinformationen beigefügt sind, die in einer Sprache, die von den Verbrauchern und sonstigen Endbenutzern leicht verstanden werden kann, gemäß der Entscheidung des betreffenden Mitgliedstaats zur Verfügung gestellt wird.
- Bevor sie ein Produkt auf dem Markt bereitstellen, überprüfen die Händler, ob das Produkt mit der/den erforderlichen Konformitätskennzeichnung/-en versehen ist, ob ihm die Gebrauchsanleitung und die Sicherheitsinformationen in einer Sprache beigefügt sind, die von den Verbrauchern und sonstigen Endverwendern in dem Mitgliedstaat, in dem das Produkt auf dem Markt bereitgestellt werden soll, leicht verstanden werden kann, und ob der Hersteller und der Einführer die Anforderungen von Artikel [R2 Absätze 5 und 6] sowie von [Artikel R4 Absatz 3] erfüllt haben.

## Anbringen der CE-Kennzeichnung

Richtlinienkonforme Darstellung der CE-Kennzeichnung

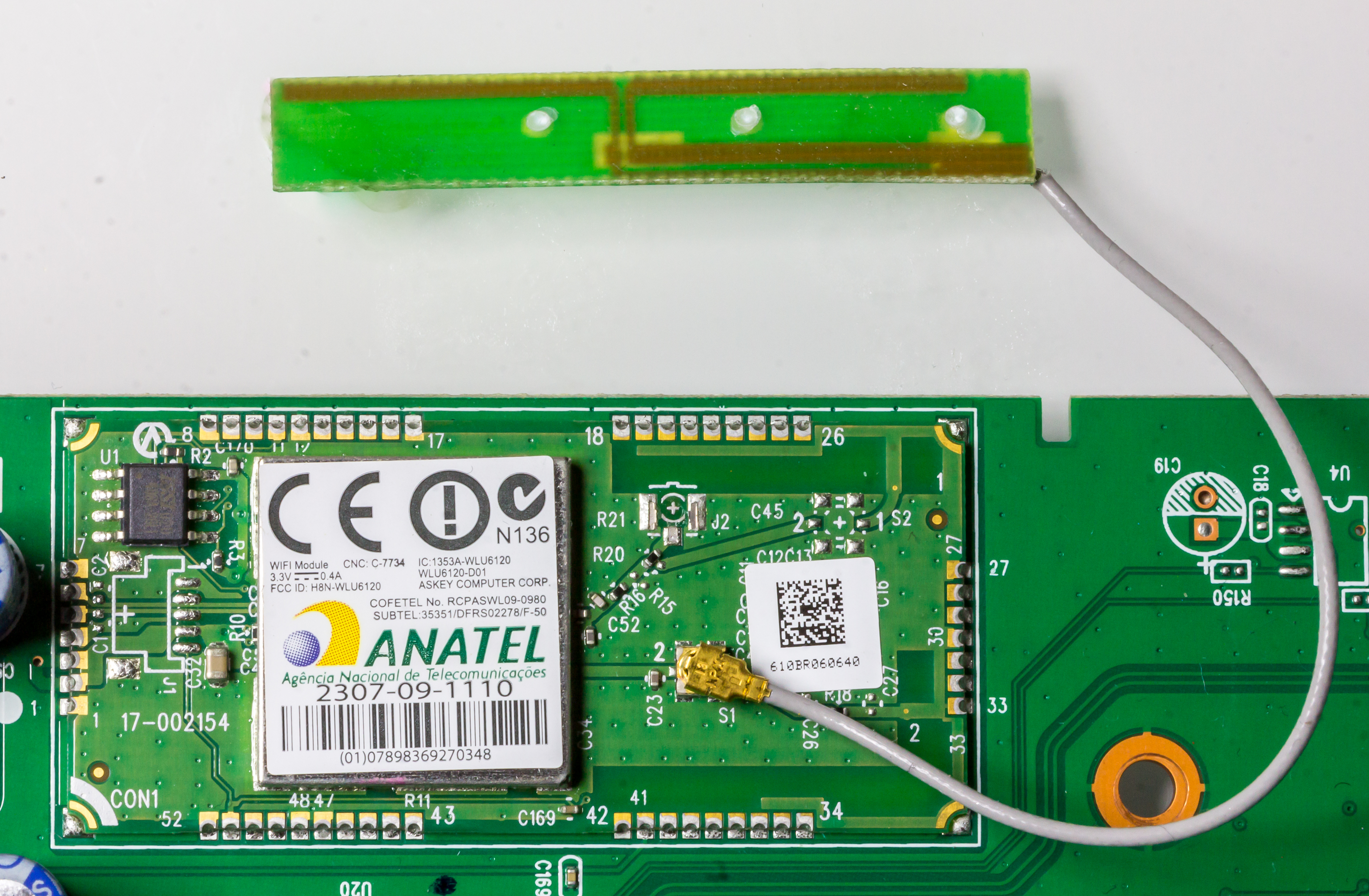
Internes WLAN-Modul eines Druckers mit CE-Kennzeichnung

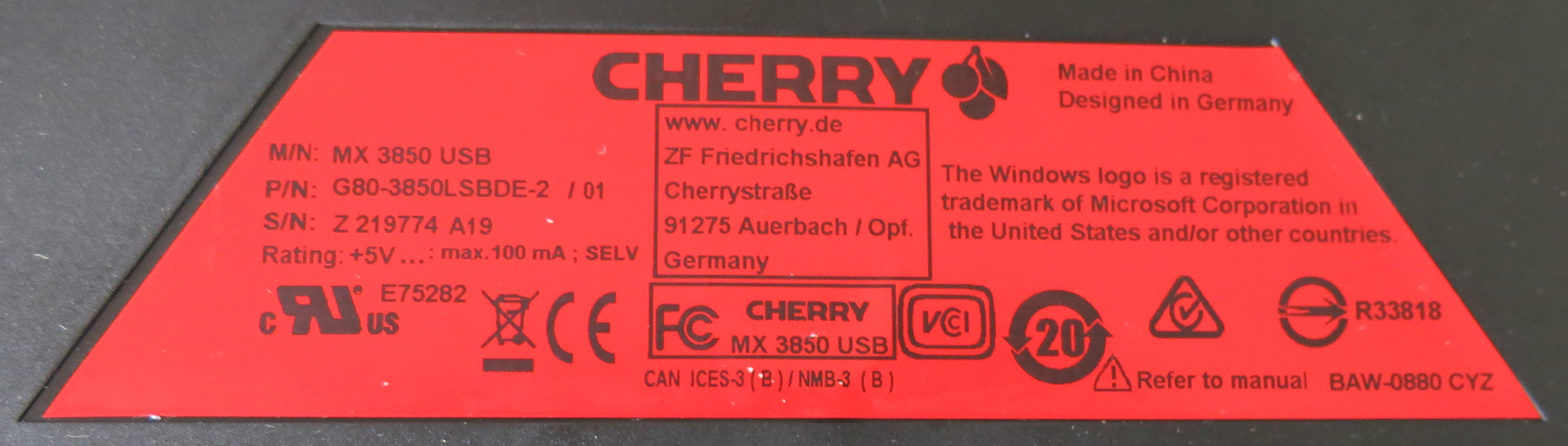
Nicht konforme Darstellung der CE-Kennzeichnung (falsche Proportionen) auf einer Tastatur von Cherry

- Die CE-Kennzeichnung gilt nur für Produkte, die nach dem 7. Mai 1985, dem Datum der Entschließung des Rates über eine neue Konzeption auf dem Gebiet der technischen Harmonisierung und der Normung (ABl. Nr. C 136/1), in den Verkehr gebracht wurden.
- Die CE-Kennzeichnung muss vom Hersteller bzw. seinem in der Gemeinschaft ansässigen Bevollmächtigten gut sichtbar, leserlich, unverwechselbar und dauerhaft auf dem Produkt oder am daran befestigten Schild angebracht werden. Die Größe muss mindestens 5 mm sein; bei Verkleinerung oder Vergrößerung der CE-Kennzeichnung müssen die Proportionen eingehalten werden. Falls die Art des Produkts dies nicht zulässt oder hierfür keinen Anlass gibt, wird sie auf der Verpackung (falls vorhanden) und den Begleitunterlagen angebracht, sofern die betreffende Richtlinie solche Unterlagen vorsieht.
- Falls eine Benannte Stelle gemäß den anzuwendenden Richtlinien im Verlauf der Produktionsüberwachung eingeschaltet ist, muss die Kennnummer der Benannten Stelle neben der CE-Kennzeichnung stehen. Für die Anbringung der Kennnummer durch den Hersteller oder seinen in der Union ansässigen Bevollmächtigten ist die Benannte Stelle verantwortlich.
- Die CE-Kennzeichnung darf erst vorgenommen werden, wenn alle EU-Richtlinien erfüllt sind, die für das entsprechende Produkt anzuwenden sind.

### Vorgehen zur CE-Kennzeichnung
Um ein Produkt mit dem CE-Kennzeichen zu versehen, muss der Hersteller, Inverkehrbringer oder EU-Bevollmächtigte sechs Schritte einhalten:
1. Die auf das Produkt anwendbaren Richtlinien und/oder Verordnungen sowie die dazugehörigen harmonisierten Normen identifizieren. Die Richtlinien und Verordnungen die an den Beschluss 768/2008/EG angeglichen sind; die Betroffene Produktgruppe bzw. Technikgebiete.
2. Die produktspezifischen Anforderungen anhand der Richtlinien oder Verordnungen sowie harmonisierter Normen ermitteln; es ist, je nach Produkt möglich, dass mehr als eine Verordnung oder Richtlinie für dasselbe Produkt gilt.
3. Ermitteln, ob eine unabhängige Konformitätsbewertung notwendig ist; bei Produkte die mit einem höheren Risiko verbunden sind, darf der Hersteller nicht allein die Sicherheit überprüfen. Der Hersteller muss eine Benannte Stelle zu Rate ziehen.
4. Produkt testen und auf Konformität prüfen; wurde eine Benannte Stelle hinzugezogen, so prüft diese das Qualitätsmanagement des Herstellers, die Konstruktion des Produkts als auch die Einhaltung der „grundlegenden Anforderungen“. Der Hersteller kann auch einen anderen Weg der Konformitätsbewertung wählen. Hier werden Konformität des Produkttyps mit den grundlegenden Anforderungen und die Konformität der Endprodukte mit dem Baumuster festgestellt. Der Hersteller stellt die EU-Konformitätserklärung aus um seine alleinige Verantwortung zu erklären.
5. Erstellen und Bereitstellen der technischen Dokumentation; Der Hersteller oder sein Bevollmächtigter ist verpflichtet Kopien der technischen Dokumentation für den in den Verordnungen oder Richtlinien genannten Zeitraum aufzubewahren.
6. CE-Kennzeichnung anbringen und EU-Konformitätserklärung erstellen; die CE-Kennzeichnung muss sichtbar und leserlich auf dem Produkt, oder falls nicht möglich auf der Verpackung und den Begleitdokumenten, angebracht werden. Unterliegt das Produkt anderen EU-Verordnungen oder -Richtlinien, die andere Aspekte betreffen und ebenfalls die CE-Kennzeichnung vorsehen, muss aus den Begleitdokumenten hervorgehen, dass das Produkt auch diesen Rechtsakten entspricht. War eine notifizierte Stelle an dem Konformitätsbewertungsverfahren beteiligt, so muss auch ihre Kennnummer angegeben werden.

## Geltungsgebiet
Die CE-Kennzeichnung ist Voraussetzung für das erstmalige Inverkehrbringen (oder Inbetriebnehmen) von Produkten, für die eine CE-Kennzeichnung gemäß nachfolgenden EU-Richtlinien gefordert ist, nämlich in allen Teilnehmerstaaten des Europäischen Wirtschaftsraumes (EWR). Der EWR umfasst die Mitgliedstaaten der Europäischen Union und die EFTA-Staaten mit Ausnahme der Schweiz. Damit ist beim Inverkehrbringen in der Schweiz die CE-Kennzeichnung nicht gefordert. Es gibt vielfach spezielle Konformitätskennzeichen, die CE-Kennzeichnung nach den EU-Richtlinien wird jedoch anerkannt.
Etwas anderes gilt für den Bereich „Medizinprodukte“:
Die Schweiz hat mit der EU (damals „EG“) am 21. Juni 1999 ein völkerrechtliches Abkommen über die gegenseitige Anerkennung von Konformitätsbewertungen geschlossen, das in Anhang 1, sektorales Kapitel 4 („Medizinprodukte“) vorsieht, dass Schweizer Hersteller die CE-Kennzeichnung nach EU-Recht selbst auf Medizinprodukte anbringen. Umgekehrt akzeptiert die Schweiz die Einfuhr von Medizinprodukten mit CE-Kennzeichnung in das eigene Land. Vergleichbare Drittland-Abkommen bestehen zwischen der EU und Australien, Neuseeland und Kanada. In den USA benötigen Medizinprodukte mit CE-Kennzeichnung hingegen eine separate Zulassung durch die FDA, um vertrieben werden zu dürfen. Die CE-Kennzeichnung beschleunigt diese Zulassung nicht. Versuche, eine einheitliche Zulassung durch die Global Harmonization Task Force (GHTF) zu implementieren, sind 2012 gescheitert und werden auf Ebene der Industrie fortgeführt.
Der Beschluss Nr. 1/95 des Assoziationsrates EG-Türkei vom 22. Dezember 1995 über die Durchführung der Endphase der Zollunion sieht die Quasi-Einbeziehung der Türkei in den EU-Binnenmarkt für Medizinprodukte vor.

### EU-Austritt des Vereinigten Königreichs (Brexit)
Durch den Austritt des Vereinigten Königreichs aus der Europäischen Union („Brexit“) am 1. Februar 2020 wurde für den britischen Markt die UKCA-Kennzeichnung als nationale Variante der CE-Kennzeichnung eingeführt. Für die Verwendung der CE-Kennzeichnung gelten seither in Großbritannien und Nordirland unterschiedliche Übergangsvorschriften.

## Betroffene Produktgruppen bzw. Technikgebiete
Mit der CE-Kennzeichnung wird, wie beschrieben, einerseits der freie Warenverkehr innerhalb der EU geregelt. Der zweite Hauptgrund ist die Sicherheit von Mensch, Lebewesen und der Umwelt.
Die übergeordnete Richtlinie zur Produktsicherheit und auch zur Arbeitssicherheit ist die Richtlinie 2001/95/EG über die allgemeine Produktsicherheit für Verbraucherprodukte. Mit dieser Richtlinie, bekannt als Richtlinie über die allgemeine Produktsicherheit (RaPS), wird den Firmen auferlegt, dass sie sicherstellen, dass zum Verkauf angebotene Produkte sicher sind und dass Korrekturmaßnahmen ergriffen werden, wenn festgestellt wird, dass dies nicht der Fall ist. Ist ein Produkt als unsicher eingestuft, so ist als erste Korrekturmaßnahme eine Anzeige im RAPEX System genannt. Hier sind alle Verbraucherprodukte abgedeckt. Für einige Produkte sind eigene Richtlinien oder Verordnungen erlassen worden. Je nach Gefährdungspotential und somit dem zu erreichenden Schutzziel. Schutzziele sind: die Vermeidung von Gesundheitsgefährdungen und teilweise Umweltgefährdungen.
Die folgende Tabelle listet die Produkte, zur Zeit 29, mit den entsprechenden Richtlinien für die eine CE-Kennzeichnung vorgesehen ist (Stand März 2025):
| Lfnd.Nr. | Bereich                                                                   | bekannt unter Titel                              | amtlicher Titel | Nr. und Jahr der Richtlinie/Verordnung                                 | Abkürzung | Zweck | Hebt auf/Ändert |
| -------- | ------------------------------------------------------------------------- | ------------------------------------------------ | --- | ---------------------------------------------------------------------- | --------- | --- | --- |
| 1        | Niederspannung                                                            | EU-Niederspannungsrichtlinie                     | Richtlinie 2014/35/EU des Europäischen Parlaments und des Rates vom 26. Februar 2014 zur Harmonisierung der Rechtsvorschriften der Mitgliedstaaten über die Bereitstellung elektrischer Betriebsmittel zur Verwendung innerhalb bestimmter Spannungsgrenzen auf dem Markt | Richtlinie 2014/35/EU                                                  | LVD       | Die Richtlinie gewährleistet in der EU einheitliche Bedingungen für den Vertrieb elektrischer Betriebsmittel zur Verwendung innerhalb bestimmter Spannungsgrenzen. Diese Richtlinie gilt für elektrische Betriebsmittel zur Verwendung bei einer Nennspannung zwischen 50 und 1 000 V Wechselstrom und zwischen 75 und 1 500 V für Gleichstrom. | Ändert Richtlinie 93/68/EWG Hebt auf Richtlinie 73/23/EWG Richtlinie 2006/95/EG |
| 2        | Bauprodukt                                                                | EU-Bauprodukteverordnung                         | Verordnung (EU) Nr. 305/2011 des Europäischen Parlaments und des Rates vom 9. März 2011 zur Festlegung harmonisierter Bedingungen für die Vermarktung von Bauprodukten und zur Aufhebung der Richtlinie 89/106/EWG des Rates | Verordnung 2011/305/EU                                                 | CPR       | Sie soll das Funktionieren des Binnenmarkts und den freien Verkehr von Bauprodukten in der Europäischen Union (EU) verbessern, indem sie einheitliche Vorschriften für die Vermarktung dieser Produkte festlegt und eine gemeinsame Fachsprache einführt, mit der die Leistung von Bauprodukten bewertet werden kann. | Hebt auf Richtlinie 89/106/EWG |
| 3        | Spielzeug                                                                 | EU-Spielzeug-Sicherheitsrichtlinie               | Richtlinie 2009/48/EG des Europäischen Parlaments und des Rates vom 18. Juni 2009 über die Sicherheit von Spielzeug | Richtlinie 2009/48/EG                                                  | TOY       | Sie legt die Sicherheitsanforderungen fest, die Spielzeug erfüllen muss, das in der Europäischen Union (EU) bereitgestellt wird. Diese Anforderungen sollen ein hohes Maß an Gesundheit und Sicherheit bieten, die Öffentlichkeit schützen und den freien Verkehr von Spielzeug in der EU gewährleisten. | Hebt auf Richtlinie 88/378/EWG |
| 4        | Schutzausrüstung                                                          | EU-Persönliche Schutzausrüstung-Verordnung       | Verordnung (EU) 2016/425 des Europäischen Parlaments und des Rates vom 9. März 2016 über persönliche Schutzausrüstungen und zur Aufhebung der Richtlinie 89/686/EWG des Rates | Verordnung 2016/425/EU                                                 | PSA       | Diese Verordnung enthält Anforderungen an den Entwurf und die Herstellung von persönlichen Schutzausrüstungen (PSA) | Hebt auf Richtlinie 89/686/EWG |
| 5        | Maschinen                                                                 | EU-Maschinenrichtlinie                           | Richtlinie 2006/42/EG des Europäischen Parlaments und des Rates vom 17. Mai 2006 über Maschinen und zur Änderung der Richtlinie 95/16/EG | Richtlinie 2006/42/EG (Maschinenrichtlinie)                            |           | Die Richtlinie ermöglicht den freien Verkehr von Maschinen, die die EU-Anforderungen der Europäischen Union (EU) in Bezug auf Gesundheitsschutz und Sicherheit erfüllen, innerhalb der EU. Dies bedeutet, dass ein angemessener Schutz für Arbeitnehmer und die Öffentlichkeit, die Maschinen verwenden oder mit ihnen in Kontakt kommen, gewährleistet ist. Die Gesundheits- und Sicherheitsanforderungen sind obligatorisch, doch die Normen, die eine Konformitätsvermutung* mit den Anforderungen begründen und deren Referenzen im Amtsblatt der Europäischen Union veröffentlicht werden, sind freiwillig. *Wenn sich die Hersteller bei der Konzeption und Herstellung ihrer Produkte an harmonisierte Normen halten, wird davon ausgegangen, dass ihre Produkte mit den entsprechenden EU-Vorschriften übereinstimmen. | Hebt auf Richtlinie 98/37/EG Ändert Richtlinie 95/16/EG |
| 6        | Medizinprodukt                                                            | EU-Medizinprodukteverordnung                     | Verordnung (EU) 2017/745 des Europäischen Parlaments und des Rates vom 5. April 2017 über Medizinprodukte, zur Änderung der Richtlinie 2001/83/EG, der Verordnung (EG) Nr. 178/2002 und der Verordnung (EG) Nr. 1223/2009 und zur Aufhebung der Richtlinien 90/385/EWG und 93/42/EWG des Rates | Verordnung (EU) 2017/745 über Medizinprodukte                          | MDR       | Mit der Verordnung werden die Regeln für das Inverkehrbringen, die Bereitstellung und die Inbetriebnahme von Medizinprodukten, die für den menschlichen Gebrauch bestimmt sind, und deren Zubehör auf dem Markt der Europäischen Union (EU) aktualisiert. Sie enthält auch Vorschriften für die Art und Weise, wie klinische Untersuchungen in Bezug auf solche Geräte und Zubehör in der EU durchgeführt werden. Ziel ist die Verbesserung der Patientensicherheit durch die Einführung strengerer Verfahren für die Konformitätsbewertung (um zu gewährleisten, dass unsichere oder nicht konforme Produkte nicht auf den Markt gelangen) und die Überwachung nach dem Inverkehrbringen. | Hebt auf Richtlinie 90/385/EWG Ändert Richtlinie 2001/83/EG Verordnung (EG) Nr. 178/2002 Verordnung (EG) Nr. 1223/2009 Richtlinie 93/42/EWG                                            |
| 7        | Funkanlage                                                                | EU-Funkanlagenrichtlinie                         | Richtlinie 2014/53/EU des Europäischen Parlaments und des Rates vom 16. April 2014 über die Harmonisierung der Rechtsvorschriften der Mitgliedstaaten über die Bereitstellung von Funkanlagen auf dem Markt und zur Aufhebung der Richtlinie 1999/5/EG | Richtlinie 2014/53/EU                                                  | RED       | Sie legt Vorschriften für die Bereitstellung von Funkanlagen auf dem Binnenmarkt der Europäischen Union (EU) fest. Die neuen Vorschriften sollen mit der wachsenden Zahl und Vielfalt von Funkanlagen Schritt halten, um sicherzustellen, dass sie keine gegenseitigen Störungen verursachen und grundlegende Anforderungen an die Gesundheit und Sicherheit erfüllen. | Hebt auf Richtlinie 99/5/EG |
| 8        | In vitro Diagnose                                                         | EU-In-vitro-Diagnostika Verordnung               | Verordnung (EU) 2017/746 des Europäischen Parlaments und des Rates vom 5. April 2017 über In-vitro-Diagnostika und zur Aufhebung der Richtlinie 98/79/EG und des Beschlusses 2010/227/EU der Kommission | Verordnung (EU) 2017/746 über In-vitro-Diagnostika                     | IVDR      | Mit der Verordnung werden die Regeln für das Inverkehrbringen, die Bereitstellung auf dem Markt der Europäischen Union (EU) und die Inbetriebnahme von für den menschlichen Gebrauch bestimmten In-vitro-Diagnostika und deren Zubehör aktualisiert. Ziel ist die Verbesserung der Patientensicherheit durch die Einführung strengerer Verfahren für die Konformitätsbewertung (um zu gewährleisten, dass unsichere oder nicht konforme Produkte nicht auf den Markt gelangen) und die Überwachung nach dem Inverkehrbringen. | Hebt auf Richtlinie 98/79/EG Beschluss 2010/227/EU |
| 9        | Elektromagnetische Effekte                                                | EU-Elektromagnetische Verträglichkeit Richtlinie | Richtlinie 2014/30/EU des Europäischen Parlaments und des Rates vom 26. Februar 2014 zur Harmonisierung der Rechtsvorschriften der Mitgliedstaaten über die elektromagnetische Verträglichkeit | Richtlinie 2014/30/EU über die elektromagnetische Verträglichkeit      | EMC       | Ihr Ziel ist die Sicherstellung eines angemessenen Niveaus elektromagnetischer Verträglichkeit von elektrischen und elektronischen Betriebsmitteln in der Europäischen Union (EU) Sie legt einheitliche Vorschriften fest, sodass Betriebsmittel keine unzumutbaren elektromagnetischen Störungen verursachen und diese Betriebsmittel unter Einfluss einer elektromagnetischen Störung ohne Funktionsbeeinträchtigung arbeiten können. Verringerung von Störungen zwischen elektrischen und elektronischen Geräten | Hebt auf Richtlinie 2004/108/EG |
| 10       | Unter Druck stehende Geräte                                               | EU-Druckgeräterichtlinie                         | Richtlinie 2014/68/EU des Europäischen Parlaments und des Rates vom 15. Mai 2014 zur Harmonisierung der Rechtsvorschriften der Mitgliedstaaten über die Bereitstellung von Druckgeräten auf dem Markt | Richtlinie 2014/68/EU                                                  | PED       | Sicherheit bei Druckgeräten und Druckgerätewerkstoffen Diese Rechtsvorschrift der Europäischen Union (EU) legt die wesentlichen Sicherheitsanforderungen für Druckgeräte und Baugruppen (z. B. Kessel, Druckkochtöpfe, Feuerlöscher, Wärmetauscher und Dampfkessel) fest. Alle für den Verkauf in der EU vorgesehenen stationären Druckgeräte müssen strengen Vorgaben entsprechen. | Hebt auf Richtlinie 97/23/EG |
| 11       | Heißwasserbereiter                                                        | EU-Warmwasserheizkessel-Richtlinie               | Richtlinie 92/42/EWG des Rates vom 21. Mai 1992 über die Wirkungsgrade von mit flüssigen oder gasförmigen Brennstoffen beschickten neuen Warmwasserheizkesseln | Richtlinie 92/42/EWG                                                   |           | Die Richtlinie legt die Anforderungen an die Energieeffizienz von mit flüssigen oder gasförmigen Brennstoffen beschickten neuen Warmwasserheizkesseln fest Die Richtlinie ist eine der Maßnahmen zur Umsetzung der Rahmenrichtlinie 2009/125/EG für die umweltgerechte Gestaltung, die Anforderungen an die Effizienz individueller Produktgruppen festlegt. | |
| 12       | Unter Druck stehende Behälter                                             | EU-Druckbehälterrichtlinie                       | Richtlinie 2014/29/EU des Europäischen Parlaments und des Rates vom 26. Februar 2014 zur Harmonisierung der Rechtsvorschriften der Mitgliedstaaten über die Bereitstellung einfacher Druckbehälter auf dem Markt | Richtlinie 2014/29/EU über einfache Druckbehälter                      | COD       | Sicherheit einfacher Druckbehälter in der EU Die Rechtsvorschriften der Europäischen Union (EU) über die Bereitstellung auf dem Markt und die Inbetriebnahme von einfachen Druckbehältern (beispielsweise Tauchflaschen) verfolgen zwei Hauptziele: i) die Gewährleistung des Schutzes von Menschen, Haus- und Nutztieren und Gütern vor der Gefährdung durch Leckage oder Bersten, die bei einfachen Druckbehältern auftreten können; ii) die Harmonisierung der Vorschriften zum Verkauf einfacher Druckbehälter in der EU. | Hebt auf Richtlinie 2009/105/EG |
| 13       | Gefährliche Stoffe in Elektro- und Elektronikgeräten                      | RoHs-Richtlinie                                  | Richtlinie 2011/65/EU des Europäischen Parlaments und des Rates vom 8. Juni 2011 zur Beschränkung der Verwendung bestimmter gefährlicher Stoffe in Elektro- und Elektronikgeräten | Richtlinie 2011/65/EU                                                  | RoHS      | Beschränkung der Verwendung bestimmter gefährlicher Stoffe in Elektro- und Elektronikgeräten Sie stärkt bestehende Regelungen zur Verwendung von gefährlichen Stoffen wie Blei, Quecksilber und Cadmium in Elektro- und Elektronikgeräten, um die menschliche Gesundheit und die Umwelt zu schützen, insbesondere indem eine umweltgerechte Verwertung und Beseitigung von Elektro- und Elektronikgeräten ermöglicht wird. | Hebt auf Richtlinie 2002/95/EG |
| 14       | Explosivstoff                                                             | EU-Explosivstoffrichtlinie                       | Richtlinie 2014/28/EU des Europäischen Parlaments und des Rates vom 26. Februar 2014 zur Harmonisierung der Rechtsvorschriften der Mitgliedstaaten über die Bereitstellung auf dem Markt und die Kontrolle von Explosivstoffen für zivile Zwecke | Richtlinie 2014/28/EU                                                  | ECU       | Bereitstellung von sicheren Explosivstoffen für zivile Zwecke Die Richtlinie legt Regeln für die Bereitstellung auf dem Markt und die Kontrolle von Explosivstoffen für zivile Zwecke in der Europäischen Union (EU) fest Explosivstoffe, die auf dem EU-Binnenmarkt bereitgestellt werden, müssen zur Bestätigung, dass sie die wesentlichen Sicherheitsanforderungen im Rahmen des EU-Rechts erfüllen, mit der CE-Kennzeichnung versehen sein. | Hebt auf Richtlinie 93/15/EWG Richtlinie 2004/57/EG |
| 15       | Pyrotechnik                                                               | EU-Richtlinie Pyrotechnische Gegenstände         | Richtlinie 2013/29/EU des Europäischen Parlaments und des Rates vom 12. Juni 2013 zur Harmonisierung der Rechtsvorschriften der Mitgliedstaaten über die Bereitstellung pyrotechnischer Gegenstände auf dem Markt | Richtlinie 2013/29/EU                                                  |           | Die Richtlinie legt die Vorschriften zur Erreichung eines freien Verkehrs pyrotechnischer Gegenstände* auf dem Binnenmarkt der Europäischen Union (EU) dar und soll ein hohes Schutzniveau für Gesundheit und Sicherheit sowie die Umwelt gewährleisten. | Hebt auf Richtlinie 2007/23/EG |
| 16       | Explosionsschutz                                                          | ATEX-Richtlinie                                  | Richtlinie 2014/34/EU des Europäischen Parlaments und des Rates vom 26. Februar 2014 zur Harmonisierung der Rechtsvorschriften der Mitgliedstaaten für Geräte und Schutzsysteme zur bestimmungsgemäßen Verwendung in explosionsgefährdeten Bereichen | Richtlinie 2014/34/EU                                                  | ATEX      | Geräte zur Verwendung in potenziell explosionsgefährdeten Bereichen Die ATEX-Richtlinie legt einheitliche, für die gesamte Europäische Union (EU) geltende Vorschriften für den Verkauf und die Inbetriebnahme von Geräten und Schutzsystemen zur bestimmungsgemäßen Verwendung in explosionsgefährdeten Bereichen fest. Ihr Ziel besteht darin, sicherzustellen, dass Produkte bestimmte Anforderungen erfüllen, damit ein hohes Niveau beim Schutz der Gesundheit und Sicherheit von Personen, insbesondere von Arbeitnehmern, und gegebenenfalls beim Schutz von Haus- und Nutztieren und Gütern gewährleistet wird. | Hebt auf Richtlinie 94/9/EG |
| 17       | Geräte zur Verbrennung gasförmiger Brennstoffe                            | EU-Gasgeräteverordnung                           | Verordnung (EU) 2016/426 des Europäischen Parlaments und des Rates vom 9. März 2016 über Geräte zur Verbrennung gasförmiger Brennstoffe und zur Aufhebung der Richtlinie 2009/142/EG | Verordnung 2016/426/EU                                                 | GAD       | Sie legt Regeln für das Inverkehrbringen und die Inbetriebnahme von Geräten zur Verbrennung gasförmiger Brennstoffe und dazugehörigen Ausrüstungen fest Sie behandelt die Energieeffizienz dieser Produkte, sofern keine andere spezielle EU-Rechtsvorschrift Anwendung findet | Hebt auf Richtlinie 90/396/EWG Richtlinie 2009/142/EG |
| 18       | Seilgestütztes Verkehrsmittel                                             | EU-Seilbahnverordnung                            | Verordnung (EU) 2016/424 des Europäischen Parlaments und des Rates vom 9. März 2016 über Seilbahnen und zur Aufhebung der Richtlinie 2000/9/EG | Verordnung 2016/424/EU                                                 |           | Die Verordnung legt die Vorschriften in Bezug auf die wesentlichen Sicherheitsanforderungen, den Entwurf, den Bau und die Inbetriebnahme neuer Seilbahnen zur Beförderung von Personen dar Diese Verordnung gilt für neue Seilbahnen sowie für Änderungen von bestehenden Seilbahnen, für die eine Genehmigung erforderlich ist, und deckt Teilsysteme und Sicherheitsbauteile für Seilbahnen ab. In allen vorgenannten Fällen müssen die wesentlichen Sicherheitsanforderungen gemäß Anhang II der Verordnung erfüllt sein. | Hebt auf Richtlinie 2000/9/EG |
| 19       | Sportboot                                                                 | EU-Sportbootrichtlinie                           | Richtlinie 2013/53/EU des Europäischen Parlaments und des Rates vom 20. November 2013 über Sportboote und Wassermotorräder und zur Aufhebung der Richtlinie 94/25/EG | Richtlinie 2013/53/EU                                                  | RCD       | Bekämpfung der Luftverschmutzung durch Sportboote und Wassermotorräder Sie baut auf der 2003 erlassenen Rechtsakte auf, in der Grenzwerte für Abgasemissionen (Kohlenmonoxid, Kohlenwasserstoffe, Stickoxide und Partikel) und Geräuschpegel zur Anpassung an technologische Entwicklungen angegeben wurden, durch die eine bessere ökologische Leistung erzielt werden konnte. | Hebt auf Richtlinie 94/25/EG |
| 20       | Waagen                                                                    | EU-Richtlinie nichtselbsttätige Waagen           | Richtlinie 2014/31/EU des Europäischen Parlaments und des Rates vom 26. Februar 2014 zur Angleichung der Rechtsvorschriften der Mitgliedstaaten betreffend die Bereitstellung nichtselbsttätiger Waagen auf dem Markt | Richtlinie 2014/31/EU über nichtselbsttätige Waagen                    | NAWID     | EU-Vorschriften zur Sicherstellung der Genauigkeit nichtselbständiger Waagen Die Richtlinie legt einheitliche, EU-weite Vorschriften zum Verkauf und zur Inbetriebnahme nichtselbsttätiger Waagen fest. Nichtselbständige Waagen sind wichtig für den Handel, die Verbraucher und die Industrie, da sie die Genauigkeit von Messungen gewährleisten und zu Transparenz und Fairness bei Handelsgeschäften beitragen. | Hebt auf Richtlinie 2002/95/EG |
| 21       | Messgeräte                                                                | EU-Messgeräterichtlinie                          | Richtlinie 2014/32/EU des Europäischen Parlaments und des Rates vom 26. Februar 2014 zur Harmonisierung der Rechtsvorschriften der Mitgliedstaaten über die Bereitstellung von Messgeräten auf dem Markt | Richtlinie 2014/32/EU                                                  | MID       | EU-Vorschriften zur Gewährleistung der Genauigkeit von Messgeräten Die Richtlinie legt einheitliche, EU-weite Vorschriften zum Verkauf und zur Inbetriebnahme von Messgeräten dar. Messgeräte sind wichtig für den Handel, die Verbraucher und die Industrie, da sie die Genauigkeit von Messungen gewährleisten und zu Transparenz und Fairness bei Handelsgeschäften beitragen. | Hebt auf Richtlinie 2004/22/EG über Messgeräte Richtlinie 2004/22/EG |
| 22       | Aufzüge                                                                   | EU-Aufzugsrichtlinie                             | Richtlinie 2014/33/EU des Europäischen Parlaments und des Rates vom 26. Februar 2014 zur Angleichung der Rechtsvorschriften der Mitgliedstaaten über Aufzüge und Sicherheitsbauteile für Aufzüge | Richtlinie 2014/33/EU über Aufzüge und Sicherheitsbauteile für Aufzüge |           | Gewährleistung der Sicherheit von Aufzügen Diese Richtlinie definiert einheitliche Vorschriften für das Inverkehrbringen und die Inbetriebnahme von Aufzügen und Sicherheitsbauteilen für Aufzüge. Sie gilt für Aufzüge, die Gebäude und Bauten dauerhaft bedienen und zur Personen- und Güterbeförderung bestimmt sind. Sie findet keine Anwendung auf Standseilbahnen, Baustellenaufzüge, Fahrtreppen und Fahrsteige. Langsamfahrende Aufzüge (mit einer Geschwindigkeit von höchstens 0,15 m/s) sind ebenfalls vom Anwendungsbereich ausgeschlossen. | Hebt auf Richtlinie 95/16/EG |
| 23       | Produkte mit digitalen Elementen und die Cybersicherheit solcher Produkte | Cyberresilienz-Verordnung                        | Verordnung (EU) 2024/2847 des Europäischen Parlaments und des Rates vom 23. Oktober 2024 über horizontale Cybersicherheitsanforderungen für Produkte mit digitalen Elementen und zur Änderung der Verordnungen (EU) Nr. 168/2013 und (EU) 2019/1020 und der Richtlinie (EU) 2020/1828 (Cyberresilienz-Verordnung)                                                                                                   | Verordnung (EU) 2024/2847                                              |           | Die Verordnung gilt für Produkte mit digitalen Elementen, d. h. für Hardware oder Software, die entweder direkt oder indirekt mit einem Netzwerk verbunden sind. Dazu gehören: - Software und Hardware mit Netzwerkfähigkeit, - Cloud-basierte Lösungen, sofern diese als „Fernverarbeitungslösungen“ gelten, - Freie und Open-Source-Software, wenn sie in kommerziellen Produkten eingesetzt wird. Sie ergänzt die Datenschutz-Grundverordnung und die NIS-2-Richtlinie | Ändert Verordnung (EU) Nr. 168/2013 Verordnung (EU) 2019/1020 Richtlinie (EU) 2020/1828                                                                                                |
| 24       | Schiffsausrüstung                                                         | EU-Schiffsausrüstungsrichtlinie                  | Richtlinie 2014/90/EU des Europäischen Parlaments und des Rates vom 23. Juli 2014 über Schiffsausrüstung und zur Aufhebung der Richtlinie 96/98/EG des Rates | Richtlinie 2014/90/EU                                                  |           | Sicherere und umweltschonendere Ausrüstung auf EU-Schiffen Die Ausrüstung wird von einem unabhängigen Dritten („benannte Stelle“) bewertet. Erfüllt die Ausrüstung die Anforderungen der Richtlinie, wird sie mit einer Zertifizierungsmarke geprägt („Steuerrad-Kennzeichen“) Hersteller der Ausrüstung können auch elektronische Marken an ihren Produkten anbringen. Das sollte die Verhinderung von Produktfälschung und die Überwachung des Marktes erleichtern | Hebt auf Richtlinie 96/98/EG |
| 25       | Dünger                                                                    | EU-Düngemittelverordnung                         | Verordnung (EU) 2019/1009 des Europäischen Parlaments und des Rates vom 5. Juni 2019 mit Vorschriften für die Bereitstellung von EU-Düngeprodukten auf dem Markt und zur Änderung der Verordnungen (EG) Nr. 1069/2009 und (EG) Nr. 1107/2009 sowie zur Aufhebung der Verordnung (EG) Nr. 2003/2003 | Verordnung (EU) 2019/1009                                              |           | Sichere und wirksame Düngeprodukte auf dem EU-Markt Öffnet den Binnenmarkt der Europäischen Union (EU) für Düngeprodukte, die zuvor nicht unter die Harmonisierungsvorschriften gefallen sind, wie z. B. organische und organisch-mineralische Düngemittel, Bodenverbesserungsmittel, Hemmstoffe, Pflanzen-Biostimulanzien oder Kultursubstrate Sie legt gemeinsame Regeln für die Sicherheits-, Qualitäts- und Kennzeichnungsanforderungen für Düngeprodukte fest Sie führt erstmals Grenzwerte für toxische Schadstoffe ein. Dadurch werden ein hohes Maß an Bodenschutz gewährleistet und die Gesundheits- und Umweltrisiken verringert, während Hersteller ihre Herstellungsverfahren an die neuen Grenzwerte anpassen können Sie erhält die optionale Harmonisierung aufrecht, da sie nicht verhindert, dass nicht-harmonisierte Düngeprodukte gemäß dem einzelstaatlichen Recht und den allgemeinen Regeln des freien Warenverkehrs auf dem Binnenmarkt bereitgestellt werden | Hebt auf Verordnung (EG) Nr. 2003/2003 Ändert Verordnung (EG) Nr. 1069/2009 Verordnung (EG) Nr. 1107/2009                                                                              |
| 26       | Unbemanntes Luftfahrzeug                                                  | EU-Drohnenverordnung                             | Drohnen – Delegierte Verordnung (EU) 2019/945 der Kommission über unbemannte Luftfahrzeugsysteme und über Drittlandbetreiber unbemannter Luftfahrzeugsysteme | Delegierte Verordnung (EU) 2019/945                                    |           | Die delegierte Verordnung deckt drei Hauptbereiche ab: - die technischen Anforderungen an Drohnen und an Zusatzgeräte für die Fernidentifikation*; - Regelungen für Drohnen, Zubehör und Zusatzgeräte, die auf dem Markt der Europäischen Union (EU) vertrieben werden; - Regelungen für Nicht-EU-Drohnenbetreiber, die Drohnen im einheitlichen europäischen Luftraum betreiben. | |
| 27       | Batterie                                                                  | EU-Batterieverordnung                            | Verordnung (EU) 2023/1542 des Europäischen Parlaments und des Rates vom 12. Juli 2023 über Batterien und Altbatterien, zur Änderung der Richtlinie 2008/98/EG und der Verordnung (EU) 2019/1020 und zur Aufhebung der Richtlinie 2006/66/EG | Verordnung (EU) 2023/1542 über Batterien und Altbatterien              |           | Nachhaltigkeitsanforderungen an Batterien und Altbatterien Zielvorgaben für die Abfallsammlung für Hersteller von Gerätebatterien Zielvorgaben für die Abfallsammlung für Hersteller Ziele für die Lithiumverwertung aus Altbatterien Ziele für die Verwertung von Kobalt, Kupfer, Blei und Nickel Mindestanforderungen an den Rezyklatgehalt von Industriebatterien, Starterbatterien, Elektrofahrzeugbatterien und LV-Batterien Zielvorgaben für die Recyclingeffizienz eine Anforderung, dass in Geräten enthaltene Gerätebatterien bis Ende 2027 vom Endnutzer entfernt und ausgetauscht werden können müssen | Hebt auf Richtlinie 2006/66/EG Ändert Richtlinie 2008/89/EG Verordnung (EU) 2019/1020                                                                                                  |
| 28       | Umweltschutz                                                              | EU-Ökoverordnung                                 | Verordnung (EU) 2024/1781 des Europäischen Parlaments und des Rates vom 13. Juni 2024 zur Schaffung eines Rahmens für die Festlegung von Ökodesign-Anforderungen für nachhaltige Produkte, zur Änderung der Richtlinie (EU) 2020/1828 und der Verordnung (EU) 2023/1542 und zur Aufhebung der Richtlinie 2009/125/EG                                                                                                | Verordnung (EU) 2024/1781                                              | ESPR      | Die Rahmenverordnung ersetzt und erweitert den Geltungsbereich der aktuellen Ökodesign-Richtlinie (Richtlinie 2009/125/EG – siehe Zusammenfassung). Sie bildet die Rechtsgrundlage zur Prüfung und Festlegung von Ökodesign-Anforderungen über delegierte Rechtsakte. Ökodesign-Anforderungen können für spezifische Produktgruppen oder horizontal (mehr als eine Produktgruppe) auf der Grundlage eines regelmäßig aktualisierten mehrjährigen Arbeitsplans festgelegt werden Die Verordnung ist Teil eines Maßnahmenpakets, das zentral für die Erreichung der Ziele im Aktionsplan für die Kreislaufwirtschaft 2020, einer der Hauptsäulen im europäischen Grünen Deal Ökodesign-Anforderungen können gegebenenfalls für alle physischen Waren festgelegt werden, die auf dem EU-Markt in Verkehr gebracht oder in Betrieb genommen werden. Es gelten Ausnahmen, zum Beispiel für Lebens- und Futtermittel sowie Arzneimittel und Produkte für Fahrzeuge, die bereits in den Geltungsbereich sektorspezifischer EU-Gesetzgebung fallen. Für Produkte, die der Verteidigung oder nationalen Sicherheit dienen und keinen doppelten Verwendungszweck haben, werden keine Ökodesign-Anforderungen festgelegt Mit der Verordnung wird auch ein digitaler Produktpass eingeführt, also ein digitaler Ausweis für Produkte, Bauteile und Werkstoffe | Hebt auf Richtlinie 2009/125/EG Ändert Richtlinie (EU) 2020/1828 Verordnung (EU) 2023/1542                                                                                             |
| 29       | Künstliche Intelligenz                                                    | EU-KI-Verordnung                                 | Verordnung (EU) 2024/1689 des Europäischen Parlaments und des Rates vom 13. Juni 2024 zur Festlegung harmonisierter Vorschriften für künstliche Intelligenz und zur Änderung der Verordnungen (EG) Nr. 300/2008, (EU) Nr. 167/2013, (EU) Nr. 168/2013, (EU) 2018/858, (EU) 2018/1139 und (EU) 2019/2144 sowie der Richtlinien 2014/90/EU, (EU) 2016/797 und (EU) 2020/1828 (Verordnung über künstliche Intelligenz) | Verordnung über künstliche Intelligenz                                 | AI-Act    | Drei Risikotypen; besondere Transparenzpflicht - Minimales Risiko: Die meisten KI-Systeme, z. B. Spamfilter und KI-gestützte Videospiele, unterliegen keinen besonderen Verpflichtungen - Hohes Risiko: Für KI-Systeme, die als hochriskant eingestuft werden (z. B. KI-basierte medizinische Software oder KI-Systeme für die Personaleinstellung), gelten strenge Anforderungen - Verbotene Systeme: Soziale Kreditsysteme nach denen die Bürger benotet werden - Besondere Transparenzverpflichtungen:Systeme wie Chatbots müssen ihre Nutzer*innen deutlich darauf hinweisen, dass sie es mit einer Maschine zu tun haben, und bestimmte durch KI erzeugte Inhalte müssen als solche gekennzeichnet werden. | Ändert Verordnungen (EG) Nr. 300/2008, (EU) Nr. 167/2013, (EU) Nr. 168/2013, (EU) 2018/858, (EU) 2018/1139 (EU) 2019/2144 sowie der Richtlinien 2014/90/EU,(EU) 2016/797(EU) 2020/1828 |

## Geregelte Produktbereiche ohne CE-Kennzeichnung
Für die folgenden Produktgruppen gibt es reguläre Richtlinien, nach denen jedoch keine CE-Kennzeichnung vorgesehen ist, ein Konformitätsverfahren nach den oben genannten Modulen durchlaufen müssen oder für die andere Konformitätszeichen vorgesehen sind:
- Verpackungen und Verpackungsabfälle (Richtlinie 94/62/EG[94]), Richtlinie 94/62/EG wird ab dem 12. August 2026 durch Verordnung (EU) 2025/40 aufgehoben und ersetzt. Damit wird aus der EU-Richtlinie eine EU-Verordnung.[95]  Es gelten Ausnahmen für einige Vorschriften, die weiterhin gelten.
- Interoperabilität des Eisenbahnsystems in der Gemeinschaft (Richtlinie (EU) 2016/797 als Ersatz für die Richtlinie 2008/57/EG, die wiederum die Richtlinien 96/48/EG (Interoperabilität des transeuropäischen Hochgeschwindigkeitsbahnsystems) und 2001/16/EG (Interoperabilität des konventionellen transeuropäischen Eisenbahnsystems) ersetzte).
- Technische Arbeitsmittel und Verbraucherprodukte (Richtlinie 2001/95/EG), falls für eines dieser Produkte keine weitere Richtlinie mit Kennzeichnungspflicht gilt. Die ehemalige Produktsicherheitsrichtlinie ist seit 2023 aufgehoben. Sie wurde, nach Evaluierung und Überarbeitung, als Verordnung (EU) 2023/988 des Europäischen Parlaments und des Rates vom 10. Mai 2023 über die allgemeine Produktsicherheit neu herausgegeben.
- Ortsbewegliche unter Druck stehende Geräte. Die Ortsbewegliche Druckgeräterichtlinie fordert als Konformitätskennzeichnung die PI-Kennzeichnung. Mit dieser Richtlinie werden detaillierte Vorschriften über ortsbewegliche Druckgeräte festgelegt, um die Sicherheit zu erhöhen und den freien Verkehr solcher Geräte innerhalb der EU sicherzustellen. Die aktuelle Richtlinie hebt folgende Richtlinien auf: Richtlinie 84/526/EWG, Richtlinie 84/525/EWG, Richtlinie 84/527/EWG und Richtlinie 99/36/EG.[96]

## Missbräuchliche Verwendung
Die EU-Kommission bestätigte 2008 in der Antwort auf eine parlamentarische Anfrage, dass es Missbrauch gibt. Die Bundesregierung bekräftigte dies in einer Antwort auf eine ähnliche Anfrage 2021.

### Verwendung der CE-Kennzeichnung für Produkte ohne Kennzeichnungspflicht
In einigen Fällen wurden CE-Kennzeichnungen auch auf Produkten angebracht, für die keine Kennzeichnung vorgeschrieben ist. Ein Hersteller könnte damit ähnlich einem Gütesiegel Produkteigenschaften oder -qualitäten suggerieren wollen. Solche Kennzeichnungen stellen daher einen Missbrauch dar und sind gemäß Art. 30 II Verordnung (EG) Nr. 765/2008 verboten.

### Verwendung der CE-Kennzeichnung, ohne dass die Konformität des Produkts positiv geprüft wurde
Das CE-Zeichen darf nur angebracht werden, wenn das Produkt nach den entsprechenden Vorschriften geprüft wurde und die Vorschriften erfüllt. Bringt ein Hersteller die Kennzeichnung an, obwohl keine derartige Prüfung vorgenommen wurde oder diese Prüfung nicht erfolgreich war, handelt es sich um eine missbräuchliche Verwendung des Zeichens.
Eine Untersuchung aus dem Jahr 2008 von 27 Ladegeräten für den britischen Markt mit CE-Kennzeichnung ergab, dass alle acht geprüften Geräte von bekannten Markenherstellern die Vorschriften erfüllten, aber keines der anderen geprüften Geräte.

### „China Export“

Gegenüberstellung des CE-Zeichens mit einem vermeintlichen Zeichen „China Export“

Auf Internetseiten und in Internetforen wird häufig berichtet, es gäbe in China eine von der Original-CE-Kennzeichnung nur schlecht unterscheidbare Kennzeichnung „China Export“ oder „Chinese Export“. Bei dieser sei lediglich der Abstand zwischen den Symbolen C und E geringer, die Buchstaben seien gestaucht oder der waagerechte Strich des E sei zu lang. Da es sich nicht um das europäische Original-CE-Logo handele, könnten Hersteller so den falschen Eindruck erwecken, ein konformes Produkt herzustellen, ohne gegen Vorschriften zu verstoßen. Häufig wird hiermit die Schlussfolgerung verknüpft, Produkte mit solchen „gefälschten“ Symbolen erfüllten die Vorschriften nicht. Auch drei parlamentarische Anfragen an die EU-Kommission und die deutsche Bundesregierung aus den Jahren 2007, 2017 und 2021 beziehen sich auf solche Berichte.
Die Berichte sind bisher unbelegt. Es gibt außerhalb selbiger keine Hinweise auf die Existenz einer solchen Kennzeichnung, und auch keine bekannten belegten Fälle, dass sich Hersteller tatsächlich auf ein Zeichen „China Export“ bezogen hätten. Sowohl die EU-Kommission als auch die Bundesregierung bestätigten in ihren Antworten auf die parlamentarischen Anfragen 2007 und 2021, dass ihnen kein offizielles Zertifikat oder Zeichen namens „China Export“ oder ein anderes verwechselbares Zeichens bekannt sei und ein solches Zeichen im chinesischen offiziellen System der Konformitätsbewertung auch nicht existiere. CE-Zeichen mit fehlerhaften Proportionen seien zwar verbreitet, jedoch auch auf Produkten, die die Vorschriften erfüllen. EU-Kommissar Günter Verheugen bezeichnete 2009 die Berichte über China-Export-Kennzeichnungen als „Fehlauffassung“.
Ein Hersteller oder Importeur kann sich unter Berufung auf ein Zeichen „China Export“ auch keinen rechtlichen Vorteil verschaffen, da nach Artikel 30 Absatz 5 der Verordnung (EG) Nr. 765/2008 das Anbringen von Kennzeichnungen, Zeichen oder Aufschriften untersagt ist, deren Bedeutung oder Gestalt von Dritten mit der Bedeutung oder Gestalt der CE-Kennzeichnung verwechselt werden kann. Da ein unbeabsichtigtes Abweichen von den vorgeschriebenen Proportionen nach der bisherigen Praxis von den Behörden toleriert wird, würde der Hersteller durch diese Behauptung seine rechtliche Position im Gegenteil verschlechtern, weil damit ein klarer Verstoß gegen die Vorschriften vorläge.

## Rechtliche Auswirkungen
Das OLG Zweibrücken definierte mit Berufungsurteil vom 30. Januar 2014 (Az. 4 U 66/13) die haftungsrechtliche Bedeutung der CE-Kennzeichnung im Zusammenhang mit einer Klage wegen mangelnder Qualität gegen Poly Implant Prothèse wie folgt:

„Haftungsrechtlich enthalten solche Kennzeichen noch nicht einmal eine Garantiezusage, aus welcher der Käufer des Produkts bei Qualitätsmängeln vertragliche Ersatzansprüche gegen den Hersteller geltend machen kann (vgl. BGH NJW 1974, 1503). Wenn solche Zeichen schon gegenüber dem Hersteller keine haftungsrechtliche Relevanz aufweisen, gilt das erst recht gegenüber der zertifizierenden Benannten Stelle, die nur das Qualitätsmanagementsystem des Herstellers zu überprüfen hat.“

Immer wieder gelangen Produkte auf den europäischen Markt, deren Konstruktion keine EU-Konformitätserklärung zu Grunde liegt. Sie tragen die CE-Kennzeichnung daher zu Unrecht. Die CE-Kennzeichnung eines Produkts oder die Ausstellung von Konformitätserklärungen ohne eine durchgeführte Konformitätsbewertung verstößt gegen geltendes Recht und zieht gegebenenfalls auch strafrechtliche Schritte nach sich.
Abweichende Kennzeichnungen können ebenfalls rechtswidrig sein. Der 6. Zivilsenat des OLG Frankfurt (Urteil vom 21. Juni 2012, Az. 6 U 24/11) stellte fest, die Angabe „CE-geprüft“ für ein Produkt sei wettbewerbswidrig und irreführend:

„Die […] Werbung ist irreführend (§ 5 UWG), weil die Angabe ‚CE-geprüft‘ – unabhängig von der Frage einer Werbung mit Selbstverständlichkeiten – bei dem angesprochenen Verkehr den Eindruck erweckt, die beworbenen Spielzeugwaren seien einer Überprüfung durch eine vom Hersteller unabhängige Stelle unterzogen. Dieser Eindruck ist unzutreffend, weil der Verwender mit dem CE-Zeichen lediglich selbst die Konformität seines Produkts mit den einschlägigen Vorschriften bestätigt.“

Das LG Stendal äußerte sich bereits am 13. November 2008 zur rechtlichen Bedeutung des CE-Zeichens und der abweichenden Angabe „CE-geprüft“:

„[…] Das CE-Kennzeichen ist kein Qualitätszeichen, sondern eine Art Warenpass. Es signalisiert weder eine besondere Sicherheit noch eine Qualität des Produkts, sondern stellt eine schlichte Behauptung des Herstellers dar. Angaben über amtliche und behördliche Prüfungen und Zulassungen sind im hohen Maße geeignet, den Verkehr von der Güte und Brauchbarkeit einer Ware zu überzeugen. […] Durch die Verwendung der Formulierung ‚CE-geprüft‘ neben dem abgebildeten Produkt, entsteht für den unbefangenen Betrachter der Eindruck, eine neutrale Stelle habe eine Prüfung vorgenommen, ohne dass es darauf ankommt, in welche Richtung diese Prüfung stattgefunden hat. […]“

Bei vielen Angeboten auf Internet-Handelsplattformen aus Drittländern für Verbraucher liegt eine missbräuchliche Verwendung vor oder fehlt eine CE-Kennzeichnung. Dies ergibt sich oft schon durch die fehlende „Gebrauchsanleitung und die Sicherheitsinformationen in einer Sprache […], die von den Verbrauchern und sonstigen Endverwendern in dem Mitgliedstaat, in dem das Produkt auf dem Markt bereitgestellt werden soll, leicht verstanden werden kann“ (üblicherweise muss die Anleitung dazu in Landessprache vorliegen). Sofern der Versand aus einem Drittland erfolgt, müssen Verbraucher (die dabei als „Einführer“ im Sinne von gelten) damit rechnen, dass der Zoll entsprechenden Produkten bei einer Überprüfung die Einfuhr untersagt und entschädigungslos (ggf. gebührenpflichtig) vernichtet oder an den Absender (der als Inverkehrbringer gilt) zurückschickt. Händler können Ware importieren und selber eine Konformitätsprüfung durchführen und anschließend eine Konformitätserklärung erstellen und die Ware kennzeichnen, bevor sie die Ware in Verkehr bringen.